# Telecine
Telecine is een proces voor het omzetten van fotografische film naar video. Het is het proces dat door bijna alle filmmaatschappijen gebruikt wordt om films naar dvd om te zetten, wanneer het origineel materiaal niet al digitaal beschikbaar is.
Veelal wordt de term 'telecine' ook gebruikt om het apparaat aan te duiden wat het proces uitvoert (een filmscanner).

## Proces
Om een film om te zetten naar video wordt in principe hetzelfde proces gebruikt als het projectieproces in een bioscoop. Echter in plaats van de projectielens is nu een beeldvormende eenheid geplaatst.
Moderne telecine-apparaten zijn voorzien van 3 CCD's (net als een videocamera), waarmee de beeldvorming plaatsvindt en waarna het verkregen videosignaal wordt opgeslagen of verwerkt op dezelfde manier als een directe video-opname. Optisch gezien is er geen verschil tussen het maken van een telecine en het maken van een opname van een bioscoopscherm. (Het enige verschil is dat het optische pad korter is, en daardoor hogere kwaliteit opnamen gemaakt kunnen worden)

## Film vs. video
Historisch gezien zijn er op verschillende continenten verschillende standaarden voor video ontwikkeld, zoals PAL-B in Europa en NTSC-M in de Verenigde Staten. Deze videostandaarden hebben verschillende beeldsnelheden, terwijl film altijd op een beeldsnelheid van 24 beelden per seconden vertoond werd.

### Telecinen naar PAL
Telecinen naar PAL gaat technisch eenvoudiger dan telecinen naar NTSC. De beeldsnelheid van 25 frames per seconde staat geen 3:2 pulldown toe, zoals dat bij NTSC gebeurt, en een op PAL overgezette film wordt eenvoudigweg op 25 frames per seconde afgespeeld. PAL opnames lopen doorgaans dan ook 4% sneller dan de originele bioscoopfilm, echter merkt de gemiddelde kijker dit niet.

### Telecinen naar NTSC
Telecinen naar NTSC gaat wel op de originele snelheid, met een proces dat 3:2 pulldown wordt genoemd. Hiermee wordt de beeldsnelheid gecorrigeerd. 3:2 pulldown is een van de eerste processen vergelijkbaar met resampling. Helaas resulteerde dit in vroege NTSC-telecines in veel beeldvervorming, vooral in scènes waarin veel beweging voorkomt. Tegenwoordig wordt beeldinformatie op NTSC DVD's op 24 frames per seconde opgeslagen en gebeurt de 3:2 pulldown in de DVD-speler.